# Burg Frankenberg (Aachen)

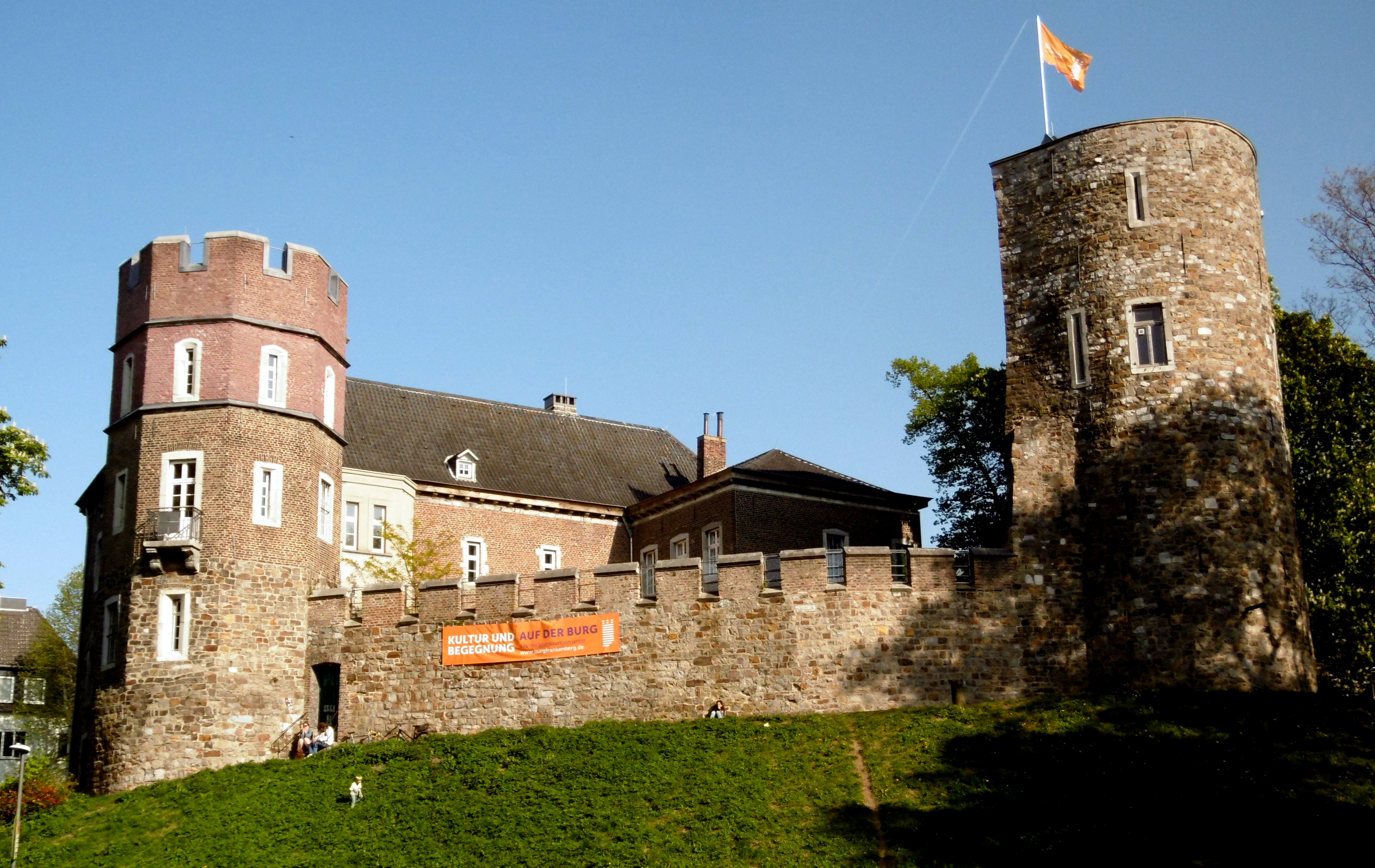
Ansicht der Burg Frankenberg von Nordwesten

Die Burg Frankenberg, auch Frankenburg genannt, liegt im sogenannten Frankenberger Viertel, einem Stadtteil Aachens in Nordrhein-Westfalen (zwischen den Stadtteilen Burtscheid und Forst). Ihr Name leitet sich von dem Begriff „Franke“ ab, der für eine freie und unabhängige Burg steht. Schon kurze Zeit nach ihrer Erbauung wurde die Niederungsburg jedoch ein Lehen der Grafen und späteren Herzöge von Jülich, Kleve und Berg.
Von 1961 bis August 2010 beheimatete die ehemalige Wasserburg ein Museum, das die Stadtgeschichte Aachens vom steinzeitlichen Feuersteinbergwerk über die römischen Thermenanlagen bis in die Zeit der Industrialisierung dokumentierte.

## Geschichte

### Geschichte der Bewohner und Besitzer
Historisch gesichert ist, dass die Burg der Sitz der Vögte war, die mit dem Schutz der benachbarten Reichsabtei Burtscheid beauftragt waren. Als einer jener Vögte ist Edmund von Merode geschichtlich belegt, dessen Vater Johann von Merode 1306 urkundlich Erwähnung findet. Edmunds Großvater Arnold I. von Merode gilt als Erbauer der Anlage, deren Ursprünge in einem wehrhaften Adelswohnsitz zu suchen sind und die weit außerhalb der damaligen Aachener Stadtbefestigung errichtet wurde.
1352 wird Burg Frankenberg erstmals urkundlich erwähnt, und obwohl sie als gut gesicherte Wasserburg galt, konnte sie 1391 von Raubrittern – den Herren von Schönforst – erobert werden. Doch offenbar konnten sich diese nicht lange an ihrer Eroberung erfreuen, denn bereits 1449 ist die Frankenburg wieder im Besitz des Ritters Johann von Merode (genannt von Frankenberg), der in diesem Jahr der Stadt Aachen die Fehde ansagte.

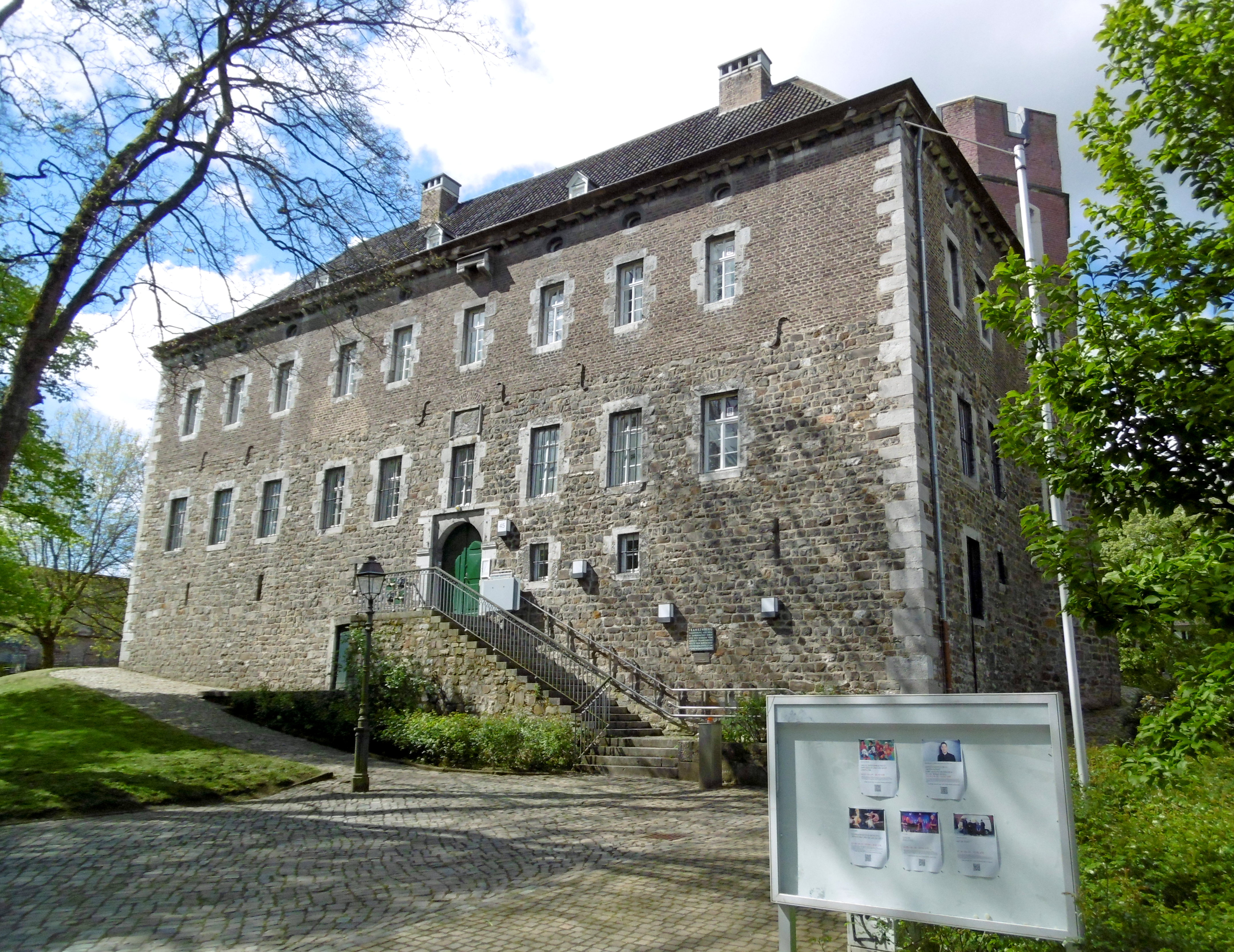
Das Wohnhaus der Burg Frankenberg

Dessen Nachfahr, der Junker Adam III. von Merode-Frankenberg, kämpfte auf Seiten der Niederländer in deren Unabhängigkeitsstreben gegen Spanien, aufgrund dessen spanische Truppen seine Burg teilweise zerstörten. Als Adam III. als letzter Spross der Merode-Frankenberg bei der Eroberung Maastrichts durch die Spanier starb, ohne männliche Nachkommen zu hinterlassen, fiel die Burg und deren Grund 1583 an seinen Onkel Johann von Merode-Houffalize. Diesem übertrug Herzog Wilhelm V. von Jülich, genannt der Reiche, die Burg als Lehen. Verbunden damit war die herzogliche Auflage, die Anlage wiederherzustellen. Doch Johann hielt sich nicht an diese Vereinbarung, und so war es dann an dessen Enkel Johann Dietrich, diese Aufgabe zu erfüllen, indem er ab 1637 damit begann, die maroden Gebäude wiederherzurichten. Nach seinem frühen Tod wurden die Baumaßnahmen unter seinem noch minderjährigen Sohn Franz-Ignaz weitergeführt und 1661 vollendet. Die Burg Frankenberg war somit wieder bewohnbar. Christian Quix berichtete 1832, dass die Besitzer der Burg Frankenberg ihr Brennholz mit Eseln aus dem Kammerforst (heute: Nellessenpark) hätten holen lassen. Als Versorgungspfad diente der auch heute noch vorhandene Eselsweg, der früher auch über die heutige Erzbergerallee verlief; der Name Eselsweg beruht sehr wahrscheinlich auf diesen historischen Zusammenhängen.
1728 starb die Familie von Merode-Houffalize mit Philipp Wilhelm im Mannesstamm aus, und die Burg kam als Erbe an dessen Halbvetter Johann Wilhelm von Merode-Houffalize zu Frenz. Der jedoch zog es vor, weiterhin auf dem Stammsitz seiner Familienlinie, dem nahe gelegenen Gut Kalkofen, zu wohnen. Die Burg Frankenberg wurde sich selbst überlassen und verfiel.
Mit Einführung der französischen Verfassung 1793 verlor Frankenberg seine Abhängigkeit als Jülicher Lehen. Die letzte Erbin aus dem Geschlecht derer von Merode, Reichsfreifräulein Regina Petronella Franziska von Merode-Houffalize zu Frenz, verkaufte den mittlerweile zu einer Ruine verkommenen Besitz im Jahr 1827 für 15.500 Taler an den Aachener Landrat Friedrich Joseph Freiherr von Coels von der Brügghen. Dieser ließ die Anlage zwischen 1834 und 1838 umfassend sanieren und modernisieren.
34 Jahre später erwarb die Frankenberger Baugesellschaft den gesamten Komplex und errichtete auf dem dazugehörigen Grund und Boden ein neues Wohnviertel, das nach der Burg Frankenberger Viertel genannt wird.
Noch zu Beginn des 20. Jahrhunderts wurde die Hauptburg als Wohnhaus und Werkstatt durch den bekannten Ingenieur und Flugzeugkonstrukteur Hugo Junkers genutzt.
Nach den Zerstörungen des Zweiten Weltkriegs und zeitweiliger Nutzung als Arbeitsamt begann im September 1961 die Einrichtung als Heimatmuseum, ehe Burg Frankenberg 1971 zum bisher letzten Mal instand gesetzt wurde. Ab 1991 fanden im Frühsommer Open-Air-Aufführungen des DAS DA Theaters im Burghof statt. Zumeist standen Stücke von William Shakespeare auf dem Spielplan. Der Museumsbetrieb wurde 2010 eingestellt, und es folgte ein mehrmonatiger Leerstand, bevor Anfang 2012 die Umwidmung der Burganlage zu einem Bürger- und Kulturzentrum beschlossen wurde. Das Heimat- und Geschichtsmuseum wurde 2014 in das Centre Charlemagne im städtischen Verwaltungsgebäude am Katschhof integriert.

### Baugeschichte

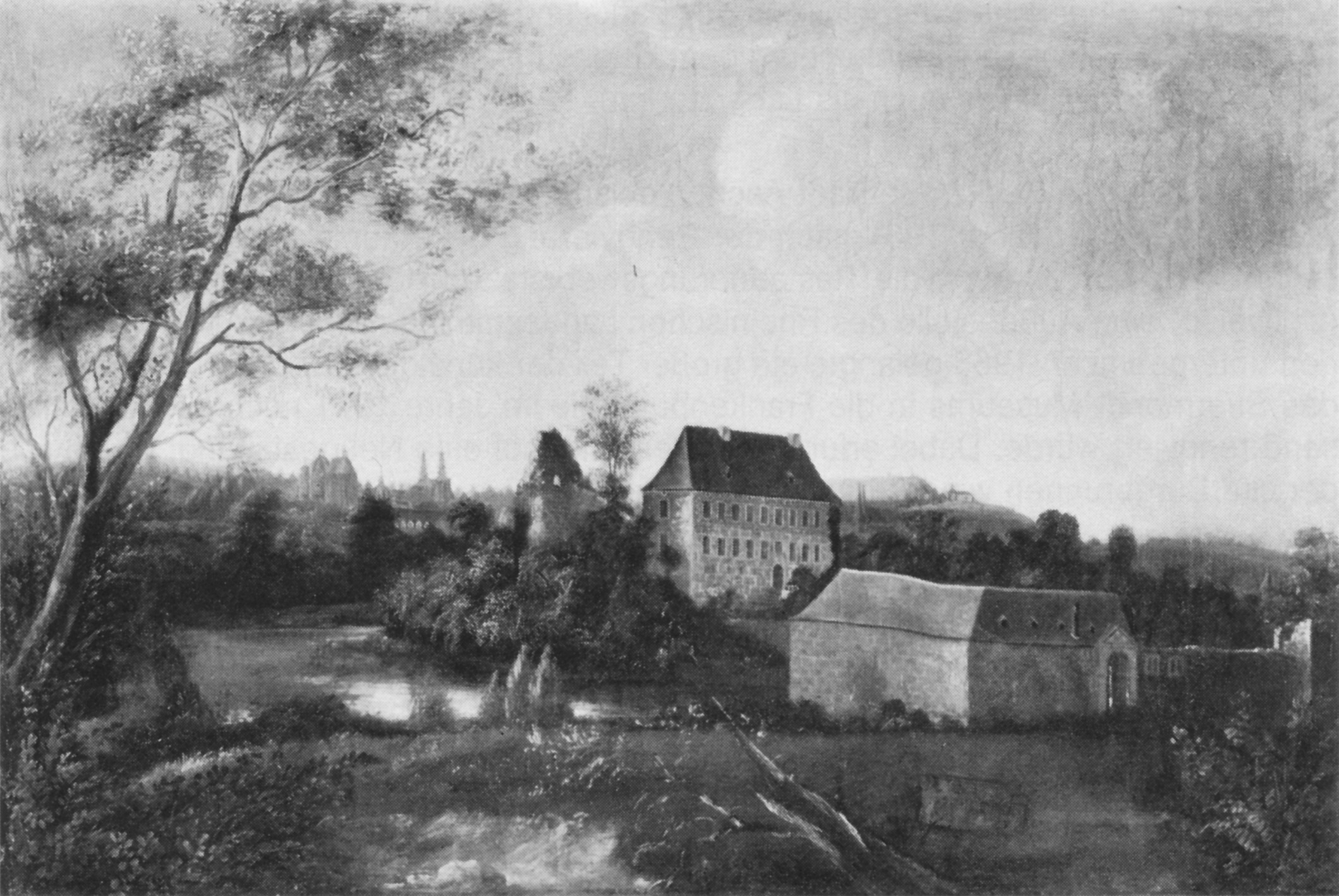
Die Burg Frankenberg um 1830, Ölgemälde von Ludwig Schleiden

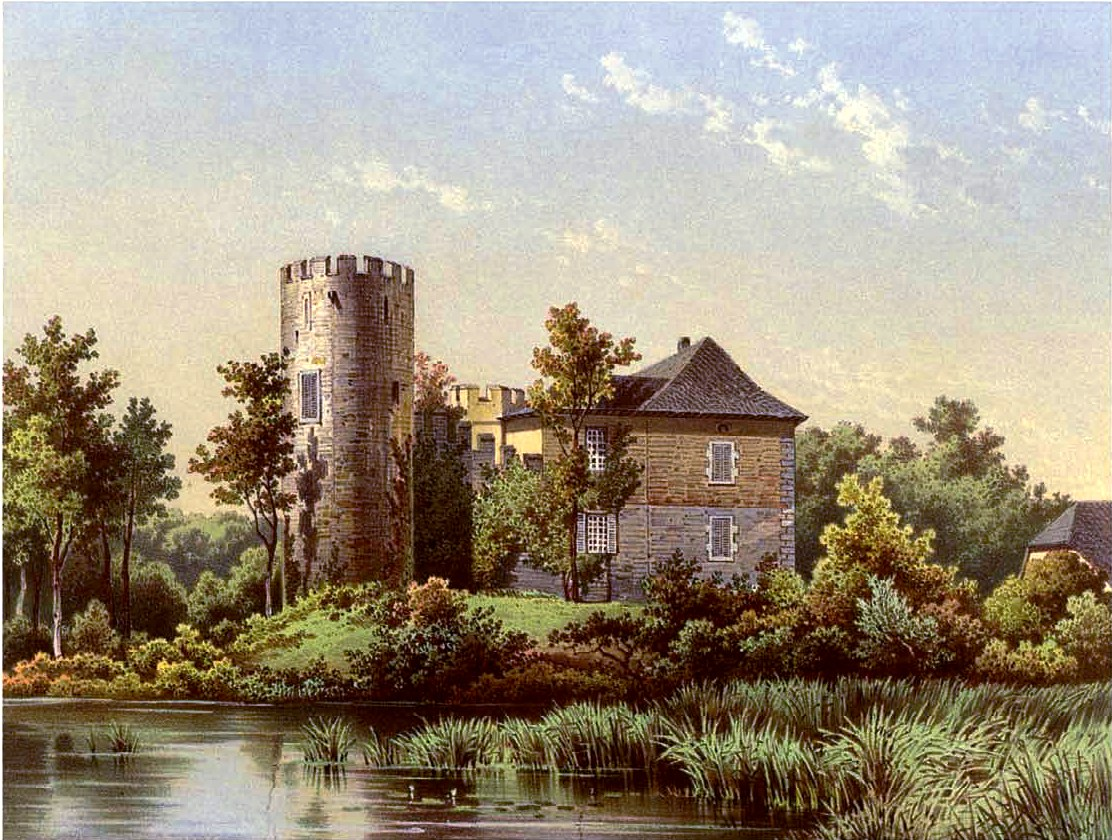
Burg Frankenberg, Sammlung Alexander Duncker

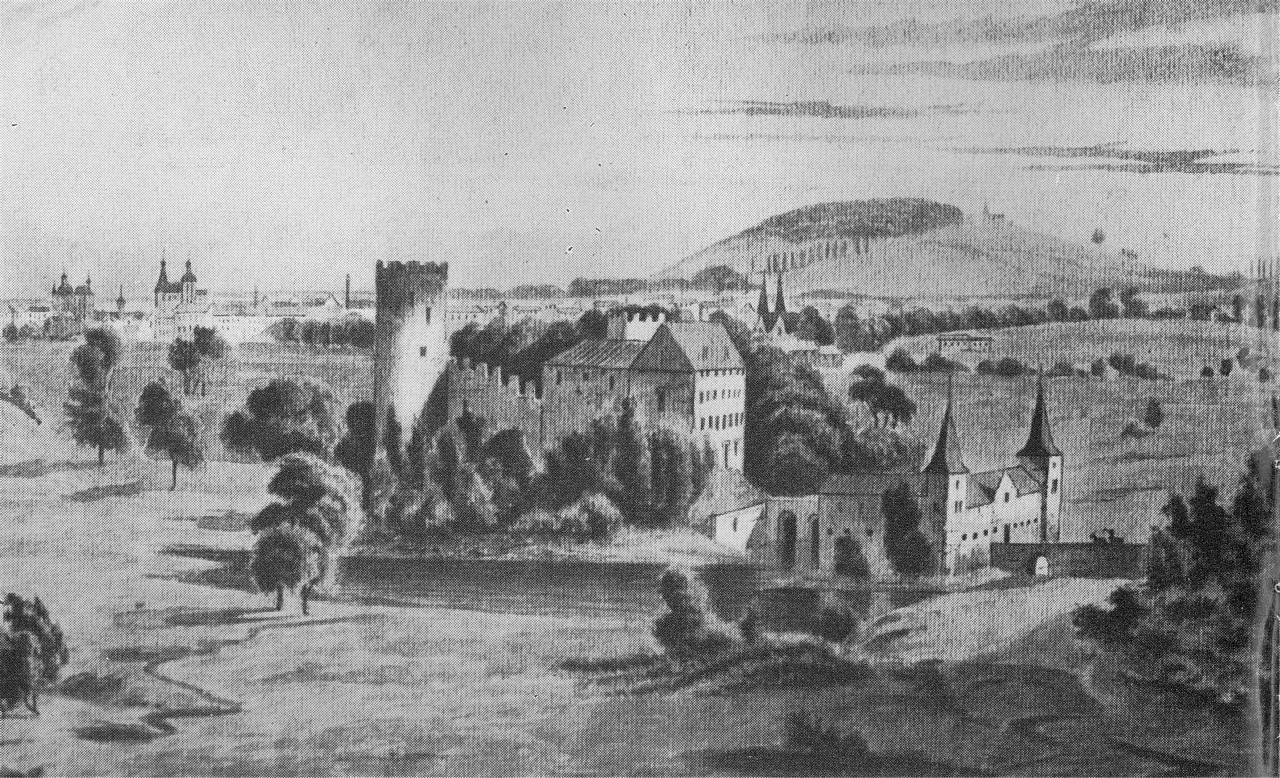
Die Burg Frankenberg, nach dem von-Coels’schen Umbau, aber vor Abriss der Vorburg; Gemälde aus dem 19. Jahrhundert

Lange hielt sich die Legende, Karl der Große habe die Burg erbauen lassen (siehe auch den Abschnitt #Sage), Forschungen haben jedoch ergeben, dass die Anlage aus dem 13. Jahrhundert, vermutlich aus dessen zweiter Hälfte, stammt. Aufgrund dieser Datierung musste die Annahme, die Frankenburg sei auf den Grundmauern eines alten römischen Wachturms errichtet worden, als unhaltbar verworfen werden.
Bis zum Ende des 19. Jahrhunderts bestand die Burganlage aus einer breit angelegten Vorburg, einem Wirtschaftshof und der von allen Seiten mit Wasser umgebenen Hauptburg.
Aus der Zeit vor 1637 sind bisher keine genauen Baubeschreibungen oder Baumaßnahmen bekannt. Erst mit der Instandsetzung der Gebäude durch Johann Dietrich von Merode-Houffalize und einem damit einhergehenden Baubestandsprotokoll sind Details nachweisbar. Dieses Protokoll nennt die zahlreichen baulichen Mängel, die zu jener Zeit bestanden. So wird erwähnt, dass die Gebäude mit Ausnahme des Bergfrieds ohne Dächer und viele Mauern eingestürzt waren. Ein Flechtwerk aus Reisig schloss die Fensteröffnungen nur notdürftig, und Balken sowie Holzwerk waren verfault. Die Burgkapelle im ersten Geschoss konnte – wie auch die meisten anderen Räume in dieser Etage – wegen Einsturzgefahr nicht betreten werden, was eine genaue Begutachtung der zweiten Obergeschosse in den beiden Türmen gänzlich ausschloss. An eine Nutzung des Brunnens im Burghof war ebenfalls nicht zu denken, da er vollkommen mit Schutt gefüllt war.
So ist es nicht verwunderlich, dass die Instandsetzungsmaßnahmen an der Anlage etliche Jahre in Anspruch nahmen und erst 1661 beendet werden konnten. Bei der Wiederherstellung legten die Bauherren Wert darauf, den bisherigen Charakter der Gebäude im Wesentlichen zu erhalten, lediglich die Kapelle wurde nicht wieder eingerichtet. Durch die ausgeführten Arbeiten erhielt das Herrenhaus ein schlossartiges Aussehen.
Als Friedrich Josef Antonius von Coels die Burg zwischen 1834 und 1838 umbauen ließ, kamen einige Bauteile gemäß dem herrschenden Zeitgeschmack hinzu, die an der ursprünglichen Anlage nicht vorhanden waren. So erhielten die Türme neue Obergeschosse und einen Zinnenkranz als Abschluss. Auch der bis zu jenem Zeitpunkt teilweise offene Burghof wurde durch eine mächtige Mauer mit Wehrgang eingefasst.
Um Platz für ein neues Aachener Wohnviertel zu schaffen, wurde ab 1872 durch die Frankenberger Baugesellschaft der bis dahin großzügige Frankenberger Park verkleinert und aus dem die Burg umgebenden Schwanenweiher ein kleiner Teich gemacht. In diesem Zuge wurden am Ende des 19. Jahrhunderts auch die Vorburg und der Wirtschaftshof abgetragen.
Während der bisher letzten Instandsetzungsarbeiten 1971 wurden einige bauliche Veränderungen, die zwischen 1834 und 1838 im gotisierend romantischen Stil vorgenommen worden waren, zurückgeführt. Unter anderem wurden die damaligen übergroßen Zinnen des Bergfrieds wieder abgenommen. Auch der Burghof erhielt sein ursprünglich tiefer gelegenes Niveau zurück, wodurch der ehemalige, zugeschüttete Burgbrunnen wieder zutage kam.
Nachdem 2012 die Entscheidung gefallen war, die Burg zu einem Bürger- und Kulturzentrum umzuwidmen, begannen die dazu nötigen Renovierungsmaßnahmen im Frühjahr 2013 und schlugen mit rund 1,7 Millionen Euro zu Buche. Am 30. August 2014 konnte schließlich die Eröffnung gefeiert werden.

## Beschreibung

Grundriss der Burg

Die Burganlage erhebt sich auf einem kleinen, natürlichen Felskegel und besitzt einen nahezu dreieckigen Grundriss. An der Ostseite steht das dreigeschossige Wohnhaus, dessen Schaufassade durch Fenster neun Achsen besitzt. Der Keller und das Erdgeschoss sind aus groben Steinquadern errichtet, während die oberen Stockwerke Mauerwerk aus Backsteinen besitzen. Die Ecken des Gebäudes sind durch helle, profilierte Hausteinquader betont, ebenso wie die Fenster- und Türgewände. Eine Treppe führt zum Eingang im erhöhten Erdgeschoss, das vier schmale Schießscharten aufweist.
Unter der Dachtraufe finden sich an der Ostfassade kleine, quer-ovale Fenster. Ausnahme davon bildet die mittlere der neun Achsen über der Eingangstür, die anstatt eines Fensters einen kleinen Wurferker aufweist. Darüber beginnt ein Walmdach, das auf geschwungenen Konsolsteinen ruht.
Dem Wohnhaus schließt sich an dessen Südende nach Westen ein kurzer, ebenfalls dreigeschossiger Seitentrakt an. Die Nordwestecke des Hauptgebäudes markiert indes ein achteckiger Turm, dessen fünf Stockwerke durch einen Zinnenkranz abgeschlossen werden. Wie beim Haupthaus sind die unteren beiden Geschosse des Turms aus Natursteinquadern errichtet, während bei den darüberliegenden Etagen Backstein zum Einsatz kam. Im ersten Obergeschoss besitzt der Turm an seiner Nordseite einen kleinen, auf zwei geschwungenen Kragsteinen ruhenden Balkon. Die Übergänge des dritten zum vierten sowie vom vierten zum fünften Geschoss sind an der Außenseite sehr gut durch umlaufende Gesimse aus Haustein zu erkennen.
An der Südwest-Ecke des Burgareals erheben sich die vier Geschosse eines Turms mit hufeisenförmigem Grundriss. Seine Mauern aus Natursteinquadern weisen in allen Geschossen schmale, von Haustein gerahmte Schießscharten auf.

## Sage
Die Burg Frankenberg steht auch mit der Fastradasage in Verbindung, die die Liebe Karls des Großen zu seiner vierten Frau Fastrada zum Thema hat. Nach Fastradas Tod konnte Karl sich nicht von ihrem Leichnam trennen, bis der Erzbischof Turpin von Reims an ihr einen Zauberring fand und an sich nahm. Turpin warf den Ring in einen See bei Aachen.
In einigen Versionen der Sage wird der See mit dem Schlossteich der Burg Frankenberg identifiziert. In anderen Versionen ist es ein ungenannter See, den Karl dann häufig aufsuchte und an dessen Ufer er als Jagdschloss die Burg Frankenberg errichten ließ.